# Santa Coloma de Fitor
Santa Coloma de Fitor és una església del nucli de Fitor, al municipi de Forallac (Baix Empordà), protegida com a Bé cultural d'interès local. Està dedicada a la verge i màrtir santa Coloma i s'hi celebra un aplec el tercer diumenge d'octubre.

## Arquitectura
És una església de dues naus rectangulars, una més llarga que l'altra, i adossada a un altre edifici per un dels seus costats curts. La nau del costat nord és més antiga que la del costat sud. La nau nord està coberta amb volta de canó feta amb lloses disposades en forma de plec de llibre i la sud té volta de canó lleugerament apuntada i amb un arc toral. La volta de la nau sud en substitueix una d'anterior que era de canó ultrapassat; en aquesta nau, s'hi conserven restes de pintures murals romàniques.
Les dues naus acaben en dos absis semicirculars. L'absis de migdia està construït en opus spicatum i té restes de pintures murals de tipus geomètric. També és visible una porta que antigament donava pas a la sagristia, però aquesta va ser enderrocada a finals del segle xx.
A la façana sud, s'obre la porta d'entrada al temple que està formada per dos arcs de mig punt en gradació.
Als peus de la nau nord es troba el campanar, que és de planta quadrangular, s'eleva dos pisos per sobre de la teulada de l'església i està coronat per una teulada piramidal. Al primer pis s'obre, a cada cara, una finestra d'arc de mig punt ultrapassat i al segon pis finestres geminades. Aquest segon pis, que correspon a una ampliació que es va fer al segle xii, està decorat amb arcs cecs a la part superior.

## Història
Es conserva una còpia del segle xiii de l'acta de consagració i dotació de l'església feta per Guillem de Moles. El 29 de gener de 948, el bisbe de Girona Gotmar consagrà l'església, que va ser dotada de terres i vinyes i dels delmes, les primícies i les oblacions de la vila de Fitor i dels poblets de Calbs, Quinciana, Castell, Canet i Vilanova.
Santa Coloma de Fitor és esmentada en diversos documents com les Rationes decimarum dels anys 1279 i 1280 i en els nomenclàtors diocesans de finals del segle xiv.
El febrer de 1817 el rector de Fitor, mossèn Batlle, es va veure sorprès per tres homes que l'amenaçaven de mort si no els donava els diners. El mossèn sense ni un cèntim va ser martiritzat pels tres homes fins que el donaren per mort, i posteriorment saquejaren l'església. El rector va viure quinze dies i va identificar un dels saquejadors, aquest declarà el nom dels seus companys. Un cop detinguts els tres homes, la justícia els va condemnar a ser esquarterats. Posteriorment col·locaren el cap dels bandits dins de les tres gàbies de ferro que varen ser penjades prop de l'església. A l'entrada de l'església hi ha la làpida sepulcral del rector amb una inscripció que recorda aquesta història.
L'any 1984 es van enderrocar la sagristia i el cementiri. L'any 1985 la diputació de Girona i la Generalitat van restaurar l'església.